# Johan Clarey
Johan Clarey, född 8 januari 1981 i Annecy, är en fransk alpin skidåkare. Han debuterade i världscupen i november 2003 och har sedan dess främst tävlat i fartgrenarna super-G och störtlopp. Han tävlade inte på hela säsongen 2004/2005 på grund av en skada.
Han deltog i OS 2010 och kom som bäst 27:a i störtloppet. Vid Världsmästerskapet ett år senare, i Garmisch-Partenkirchen, blev han åtta som bäst, också det i störtlopp.
I världscupsammanhang har han flera gånger placerat sig bland de tre främsta. Som bäst har han fem andraplatser. Därtill har han två mästerskapsmedaljer; ett silver i super-G från VM i Åre 2019 och ett silver i störtlopp från OS i Peking 2022. 